# Sea Eagle
Sea Eagle (англ. Морський орел, первісне позначення — P3T) — британська протикорабельна ракета середньої дальності. Розроблена фірмою BAe Dynamics (зараз входить до складу концерну MBDA). Створювалася для заміни ракети AS.37 Martel і призначена для озброєння літаків «Бакенір», «Сі Харрієр», «Торнадо» GR.1, «Ягуар» і вертольотів «Sikorsky S-61». Стоїть на озброєнні ВПС Великої Британії, Індії і Саудівської Аравії.

## Конструкція
Ракета має циліндричний корпус з конічним носовим обтічником і розташованим під корпусом повітрозабірником. Довжина її становить 4,14 метра, при діаметрі 0,4 метра. Ракета має X-подібне крило в центральній частині корпусу і аналогічної конфігурації оперення у хвостовій частині. Її повна маса не перевищує 580 кг
Силовою установкою ракети є ліцензійний французький турбореактивний двигун Microturbo TRI 60, тягою близько 3,5 кН. Двигуни цього класу, розроблені спеціально для крилатих ракет і безпілотних літаків, відрізняються малим споживанням палива, в результаті чого дальність польоту ракети становить близько 110 км. Маршова швидкість досягає М=0,85.
У польоті, «Sea Eagle» прямує за попередньо закладеним у бортовий комп'ютер польотним завданням, яке може мати на увазі велику кількість різних ситуацій. У найпростішому випадку, ракета летить по прямій до передбачуваного району знаходження цілі, після чого починає самостійний пошук і ідентифікацію такої. Цей режим звичайно використовується при запуску ракети з літаків, не обладнаних бортовою РЛС. Більш ефективним є режим, при якому ракета підтримує безперервний зв'язок по двосторонньому каналу передачі даних з літаком-носієм, отримуючи дані які безперервно оновлюються про стан і дії цілі з його радара. Бортовий комп'ютер кожної ракети може бути запрограмований на складну схему польоту (з багаторазовими змінами курсу), що дозволяє в ракетному залпі атакувати ціль з декількох різних напрямків.
За допомогою радіолокаційного висотоміра, ракета здійснює політ на надмалій висоті, залишаючись нижче горизонту для ворожих корабельних РЛС. Її головка самонаведення може виявити ціль на відстані до 30 кілометрів, що дозволяє ракеті, при необхідності, здійснити «підскік» на висоту до 100 метрів для самостійного уточнення місцезнаходження цілі.
На відміну від більшості аналогічних ракет, «Sea Eagle» пристосована лише для запуску з повітряного носія. Модифікація ракети для озброєння надводних кораблів і берегових ракетних комплексів була розроблена в 1984 році, але незважаючи на успішні випробування, програла конкурс американському «Гарпуну». Від базової версії вона відрізнялася тільки введенням в конструкцію стартового прискорювача.

## Тактико-технічні характеристики
| ТТХ                        | Sea Eagle             |       |
| -------------------------- | --------------------- | ----- |
| Рік прийняття на озброєння | 1985                  |       |
| Носій                      | літак                 | літак |
| Довжина, м                 | 4,14                  |       |
| Розмах крила, м            | 1,2                   |       |
| Діаметр, м                 | 0,4                   |       |
| Маса, кг                   | 600                   |       |
| Швидкість польоту, число М | 0,85                  |       |
| дальність пуску, км        | 110                   |       |
| Двигун                     | ТРД Microturbo TRI-60 |       |
| Бойова частина (маса, кг)  | полубронебойная (230) |       |
| Система управління         | ІНС+АРЛ ГСН           |       |